# Kondō Isami
Kondō Isami (近藤 勇, Từ Hán-Việt: Cận Đằng Dũng 9 tháng 11 1834 - 17 tháng 5 1868) là một samurai và vị quan Nhật Bản vào cuối thời Edo, nổi tiếng với vị trí chỉ huy Shinsengumi.

## Tiểu sử
Isami, ban đầu lấy tên là Katsugorō, sinh tại Miyagawa Hisajirō, một gia đình nông dân ở Kami-Ishihara ở tỉnh Musashi, bây giờ là thành phố Chōfu ở Tây Tokyo. Ông có hai người anh trai, Otojirō (音次郎-Âm Thứ Lang; sau đó lấy tên là Otogorō 音五郎-Âm Ngũ Lang) và Kumezō (粂蔵; sau lấy tên là Sōbei 惣兵衛-Tổng Binh Vệ). Katsugorō bắt đầu luyện tập kiếm thuật Shieikan (đạo trường chính của Tennen Rishin-ryū) năm 1848.
Thời trẻ, người ta nói rằng ông là người ham đọc sách, đặc biệt là các câu truyện về 47 Ronin và Tam quốc diễn nghĩa. Một điều đặc biệt là ông có thể cho toàn bộ nắm đấm của mình vào mồm và thường làm điều này để gây ấn tượng với mọi người. Có tiếng là thông tuệ và nối tiếng về việc đã đánh tan một toàn cướp đột nhập vào nhà ông, ông đã thu hút sự chú ý của Kondō Shūsuke, trưởng môn đời thứ ba của Tennen Rishin-ryū. Shūsuke không tốn công để nhận Katsugorō làm con nuôi năm 1849, với cái tên Shimazaki Katsuta (島崎勝太) (Đảo Khi Thắng Thái). Theo thư tịch ghi lại thuộc sở hữu của đền thờ Gozu-ten'ōsha Shrine 牛頭天王社 (Ngưu Đầu Thiên Vương Xã) (bây giờ là đền Hino Yasaka-jinja 日野八坂神社, Nhật Dã Bát Phản Thần Xã), Katsuta được liệt kê, với tên thông thường và trạng trọng là Shimazaki Isami Fujiwara (no) Yoshitake (島崎勇藤原義武) (Đảo Khi Dũng Đằng Nguyên Nghĩa Võ), và do đó, có cái tên Isami (勇) (Dũng) vào năm 1858 khi ghi lại thư tịch này.
Kondō gọi thanh đoản kiếm (katana) là "Kotetsu" (虎徹, Hổ Triệt), tác phẩm của một thợ rèn thế kỷ 17 tên là Nagasone Kotetsu. Tuy nhiên, tính xác thực về thanh Kotetsu vẫn còn đang bàn cãi. Theo cuốn sách mỏng Yasu Kizu về người thợ rèn Kotetsu, thanh kiếm của Kondō thực ra có thể được làm bởi Minamoto no Kiyomaro, một thợ rèn kiếm danh tiếng cùng thời với Kondō.
Kondō và vợ ông, Otsune, kết hôn năm 1860. Đây là một lợi thế cho Kondō; Otsune là con gái của Matsui Yasogorō (松井八十五郎) (Tùng Tỉnh Bát Thập Ngũ Lang), thuộc hạ của gia tộc Shimizu-Tokugawa. Ngày 30 tháng 9 năm, 1861, Isami trở thành trưởng môn đời thứ tư (sōke no yondai me 宗家四代目, Tông Gia Tứ Đại Mục) của Tennen Rishin-ryū, lấy tên là Kondō Isami và đảm đương chức vụ Shieikan. Một năm sau, con gái ông, Tamako (1862-1886) ra đời. Cháu nội duy nhất của Kondō, Kondō Hisatarō, tử trận trong chiến tranh Nga-Nhật.
Mặc dù không bao giờ được chính quyền Shogun sử dụng trước những năm tháng ở Shinsengumi, Kondō là ứng viên cho vị trí giảng dạy tại Kobusho năm 1862. Kobusho là một trường huấn luyện quân sự, ban đầu là cho các thuộc hạ của Shogun, được chính quyền Shogun thành lập năm 1855 với mục đích đổi mới hệ thống quân đội sau sự kiện Những con tàu đen của đô đốc Perry bắn phá Tokyo.

## Thời kỳ ở Shinsengumi
Năm 1863, chính quyền Shogun Tokugawa tổ chức một đội quân lớn các ronin với mục đích bảo vệ shogun Iemochi trong thời gian ông ở Kyoto. Kondō tham gia vào đội quân này, với cái tên Rōshigumi, cùng với người bạn thân Hijikata Toshizō, cũng như các thành viên và khách của Shieikan như Yamanami Keisuke, Okita Sōji, Harada Sanosuke, Nagakura Shinpachi, Tōdō Heisuke, và Inoue Genzaburō. Sau khi chỉ huy thực tế Kiyokawa Hachirō hé lộ mục đích thực sự của họ là những người cấp tiến chống lại chế độ Shogun, Kondō, Hijikata, thuộc hạ cũ của Mito là Serizawa Kamo, và một số ít những người khác ở lại Kyoto và thành lập Mibu Rōshigumi. Hoạt động trực tiếp dưới sự chỉ huy của triều đình Shogun, Matsudaira Katamori ở Aizu nhận trách nhiệm giám sát những người này. Dưới sự giám sát ở Aizu, với vai trò là hộ vệ của Kyoto, họ hoạt động như cảnh sát cho đô thành.
Trong sự kiện Kinmon no Seihen ngày 18 tháng 8, đơn vị của ông được ban tặng cái tên Shinsengumi. Tháng 6 (âm lịch) năm 1864, Shinsengumi trở nên nổi tiếng sau sự kiện bắt giữ một nhóm cáp tiến shishi (sự kiện được biết đến với cái tên Ikedaya Jiken, hay sự kiện Ikedaya).
Ngày 10 tháng 7 năm 1867, Kondō được phong tước hatamoto, cùng với những người còn lại ở Shinsengumi.

## Cuộc chiến Boshin và cái chết

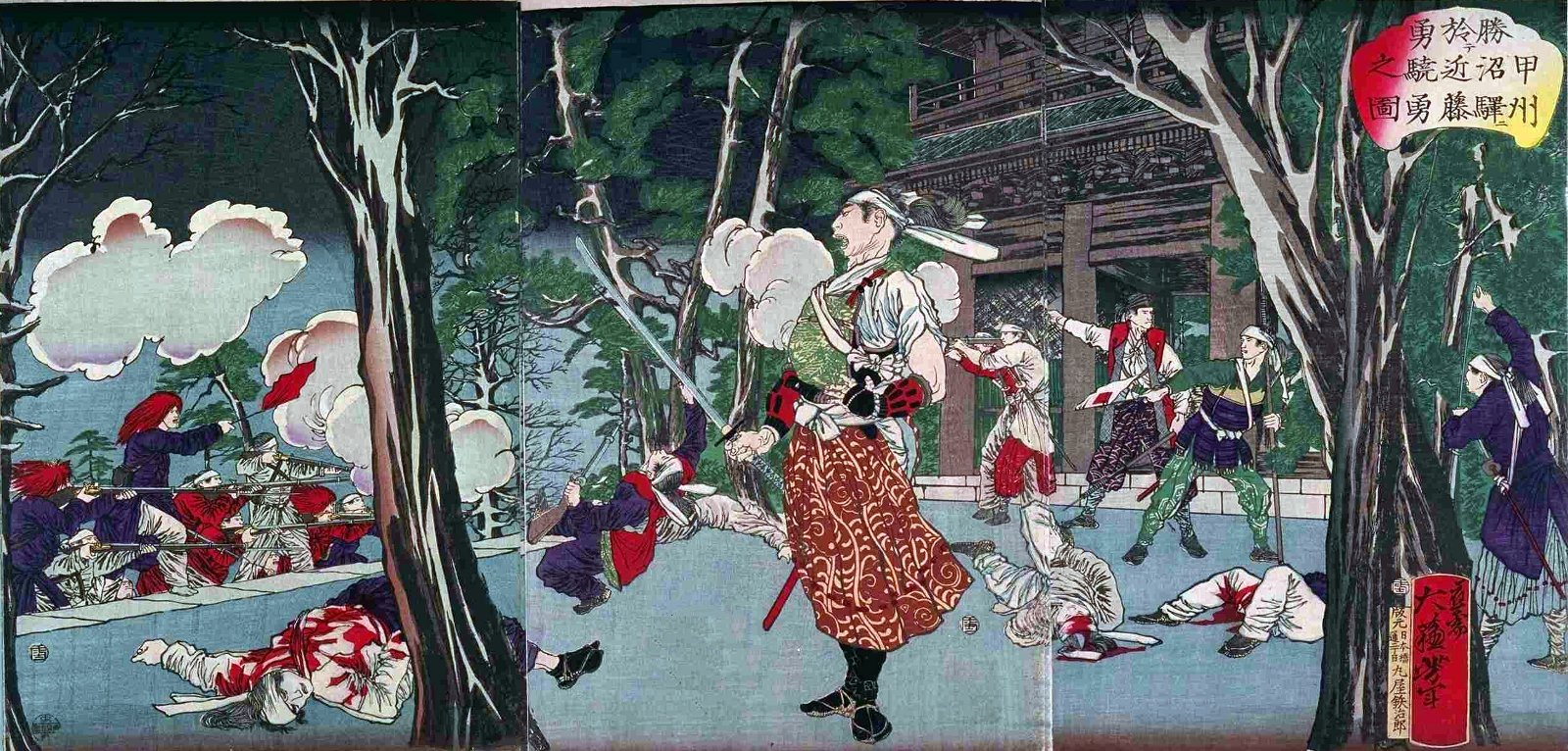
Kondō Isami trong Trận Kōshū-Katsunuma.

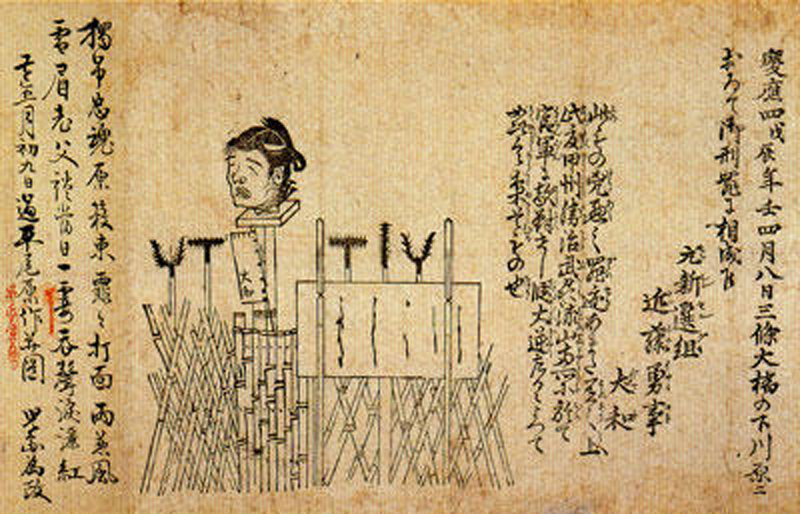
Bản vẽ thị chúng đầu của Kondō Isami sau khi bị xử trảm. Báo năm 1868.

Sau trận Toba-Fushimi tháng 1 năm 1868, ông trở về Edo, và được thăng tước wakadoshiyori (wakadoshiyori-kaku 若年寄格, Nhược Niên Ký Cách) dưới triều đại Tokugawa đang tan rã nhanh chóng.. Ông chiến đấu với quân đội của triều đình nhưng thất bại, đáng chú ý nhất là trong loạt Kōshū-Katsunuma và Nagareyama. Sau khi đầu hàng, ông bị chém đầu ở Itabashi vào 17 tháng 5 (âm lịch 25 tháng 4) 1868.
Theo Tani Tateki (1837-1911) ở Tosa, Kondō chính thức bị xử tử bởi chính phủ mới (chủ yếu là samural ở Chōshū và Satsuma) với lý do bị buộc tội đã giết Sakamoto Ryoma. Thậm chí sau khi thành viên cũ của Mimawarigumi là Imai Nobuo thú tội năm 1870, Tani khăng khăng cho rằng Kondō không bị buộc tội nhầm là người đã giết Sakamoto. (Thậm chí mặc dù đa phần mọi người đồng ý với giả thuyết rằng người chủ mưu vụ ám sát là Sasaki Tadasaburō của Mimawarigumi, một cách chính thức, đây vẫn là một bí ẩn.)
Ông có đến vài khu mộ táng; người ta tin rằng ngôi mộ đầu tiên được dựng lên ở đền Ten'nei-ji (天寧寺, Thiên Ninh tự) ở Aizu bởi Hijikata Toshizo. Hijikata, đang hồi phục ở gần đó sau khi bị thương ở chân trong trận Utsunomiya, được cho là người đã giám sát việc chuẩn bị và xây dựng ngôi mộ. Tên lễ tang của Kondō, Kanten'inden'junchūseigi-daikōji (貫天院殿純忠誠義大居士, Quán Thiên Viện Điện Thuần Trung Thành Nghĩa Đại Cư Sĩ) được cho là do Matsudaira Katamori đặt.

## Kondo trong truyền thông đại chúng
Vai Kondō trong vở kịch truyền hình của đài NHK Shinsengumi! do ca sĩ của ban nhạc SMAP Shingo Katori.
Kondō cũng xuất hiện trong anime/manga Peacemaker Kurogane, anime/manga Gintama, manga Kaze Hikaru Rurouni Kenshin OVA Samurai X. Trên phim, ông xuất hiện trong bộ phim năm 1999 Gohatto và 2003 ‘'Mibu Gishi Den (còn được biết đến với cái tên When The Last Sword is Drawn), nhân vật Kondo Isao trong anime và manga Gintama cũng được phỏng theo ông
Ngoài ra, Kondo Isami cũng xuất hiện ở anime, nhạc kịch Touken Ranbu, Musical Touken Ranbu.